# Flavius Plintha
Flavius Plintha (fl. 419-438) était un homme politique de l'Empire romain d'origine Goths.

## Biographie
Il est nommé consul posterior en 419 avec Flavius Monaxius. Ont lui connait un fils, Armatus, et une fille, qui fut l'épouse de Ardaburius.